# Rachunkowość budżetowa
Rachunkowość budżetowa – dotyczy jednostek sektora budżetowego i dostarcza informacji finansowych o wykonaniu poszczególnych budżetów, niezbędnych w procesach ich planowania, kontroli i analizy. Tworzy informacje niezbędne do ochrony i kontroli mienia publicznego oraz do rozliczania zarządzających tym mieniem z odpowiedzialności przed społeczeństwem.
Ten rodzaj rachunkowości wyróżnia ujednolicenie, wyrażone poprzez stosowanie:
- jednolitego planu kont
- takiej samej klasyfikacji budżetowej
- jednolitych zasad tworzenia sprawozdań finansowych.

## Podmioty rachunkowości budżetowej
- Jednostki budżetowe – metoda finansowania brutto: środki otrzymane z budżetu jednostki przeznaczają na swoje wydatki, a osiągnięte dochody odprowadzają do budżetu. Z końcem roku budżetowego do budżetu trafiają również otrzymane a niewykorzystane środki na wydatki[1].
- Samorządowe zakłady budżetowe – koszty swej działalności pokrywają z osiągniętych przychodów oraz otrzymanych dotacji (które w przypadku niewykorzystania należy zwrócić z końcem roku budżetowego). Zakłady rozliczają się z budżetem metodą finansowania netto, czyli poprzez wynik finansowy.
- Agencje wykonawcze – odprowadzają do budżetu nadwyżkę środków finansowych.
- Instytucje gospodarki budżetowej – koszty i zobowiązania pokrywają z uzyskanych przychodów.
- Fundusze celowe – ich przychody pochodzą ze środków publicznych, a koszty ponoszone są na realizację zadań publicznych[2].

### Ewidencja dochodów budżetowych
Dochody budżetowe realizowane są przez urzędy skarbowe, wydziały finansowe jednostek samorządu i jednostki budżetowe; ujmuje się je na subkoncie 130-2 zakładowego planu kont. Z ewidencyjnego punktu widzenia oraz techniki realizacji dochodów budżetowych stosuje się podział dochodów na przypisane i nieprzypisane.
- Dochody przypisane – mają odzwierciedlenie w odpowiednim dokumencie; powodują wystąpienie należności z tytułu dochodów budżetowych oraz zwiększenie przychodów w ujęciu zgodnym z zasadą memoriałową.
- Dochody nieprzypisane – to wpływy z tytułu opłat za wykonane czynności, które nie są wpłacane na podstawie wcześniejszego udokumentowania.

Zrealizowane dochody jednostki państwowe odprowadzają na rachunek urzędu skarbowego, a samorządowe na rachunek jednostek samorządu terytorialnego. Zrealizowane dochody przeksięgowuje się na podstawie okresowych sprawozdań Rb-27 lub Rb-27S.

## Ewidencja wydatków budżetowych
Wydatkiem budżetowym jest każda kwota podjęta z rachunku bieżącego (subkonto 130-1 zakładowego planu kont), niezależnie od jej przeznaczenia. Wyjątek stanowią środki przekazywane dysponentom niższego stopnia. Każdy wydatek jest klasyfikowany zgodnie z klasyfikacją paragrafową, najczęściej w postaci kart wydatków. Suma dokonanych wydatków powinna być równa z otrzymaną z budżetu kwotą środków na wydatki oraz zgodna z sumą wydatków ujętą w planie wydatków budżetowych jednostki. Przekroczenie tej sumy oznaczałoby naruszenie dyscypliny finansów publicznych. Dokonanie nieplanowanych wydatków dopuszczalne jest jedynie w sytuacjach nadzwyczajnych – losowych.